# Syzygium parameswaranii
Espèce
Statut de conservation UICN

 EN B1+2c : En danger
Syzygium parameswaranii est une espèce de plantes à fleurs de la famille des Myrtaceae. C'est un arbre endémique d'Inde où on le trouve au Kerala. Il pousse en milieu tropical à saison sèche.

## Publication originale
- Journal of the Bombay Natural History Society 84: 409. 1987[1988].